# Kovatsjevtsi (Sofia)
Kovatsjevtsi of  Kovačevci (Bulgaars: Ковачевци) is een dorp in het westen van Bulgarije. Het dorp is gelegen in de gemeente Samokov in de oblast Sofia. De afstand tot Sofia is hemelsbreed 28 km. 

## Bevolking
Het dorp telde in december 2019 621 inwoners, een daling vergeleken met het maximum van 2.241 in 1946.
|  |

Van de 516 inwoners reageerden er 515 op de optionele volkstelling van 2011. Van deze 515 respondenten identificeerden 290 personen zichzelf als etnische Bulgaren (56,3%), gevolgd door een grote minderheid van Roma (224 respondenten, oftewel 43,5%) en 1 ondefinieerbare respondent (0,2%).
| Etniciteit   | Aantal | %     |
| ------------ | ------ | ----- |
| Bulgaren     | 290    | 56,3% |
| Turken       | ...    | ...   |
| Roma         | 224    | 43,5% |
| Overig       | 1      | 0,2%  |
| Respondenten | 515    |       |

Alino · Beltsjin · Beltsjinski Bani · Beli Iskar · Dolni Okol · Dospej · Dragoesjinovo · Goetsal · Gorni Okol · Govedartsi · Jarebkovitsa · Jarlovo · Klisoera · Kovatsjevtsi · Lisets · Madzjare · Mala Tsarkva · Maritsa · Novo Selo · Popovjane · Prodanovtsi · Radoeil · Rajovo · Relovo · Sjipotsjane · Sjiroki Dol · Samokov · Zlokoetsjene